# ويليام مارتن (محامي)
ويليام مارتن (بالإنجليزية: William Martin)‏ هو قاضي ومحامي نيوزيلندي، ولد في 1807 في برمنغهام في المملكة المتحدة، وتوفي في 18 نوفمبر 1880 في توركاي في المملكة المتحدة.